# Bowden Church

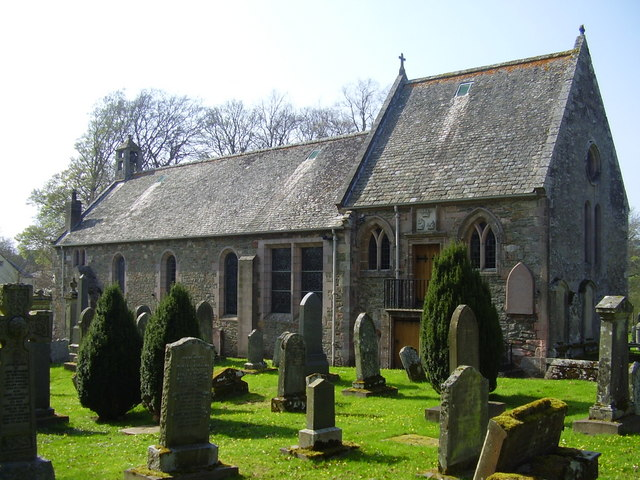
Bowden Church

Die Bowden Church, auch Bowden Kirk, ist ein Kirchengebäude der presbyterianischen Church of Scotland. Es liegt nahe der schottischen Ortschaft Bowden in der Council Area Scottish Borders. 1971 wurde das Bauwerk in die schottischen Denkmallisten der höchsten Denkmalkategorie A aufgenommen.

## Geschichte
Bereits im Jahre 1180 wurde ein Kirchengebäude am Standort beschrieben, welches der Abtei Kelso unterstellt war. Da jedoch heute keine romanischen Fragmente mehr sichtbar sind, wird davon ausgegangen, dass dieses Gebäude vollständig abgebrochen wurde. Obschon einzelne Mauerfragmente vermutlich noch aus dem 15. Jahrhundert stammen, entstanden die wesentlichen Elemente der heutigen Kirche im 17. Jahrhundert. Roxburghe Aisle und Cavers Aisle stammen aus den 1660er Jahren. Vermutlich 1794 und ein weiteres Mal 1909 wurde sie Bowden Church restauriert.

## Beschreibung
Die Bowden Church steht isoliert inmitten des umgebenden Friedhofs rund 300 m südlich von Bowden. Von der Ortschaft trennt sie der Bach Bowden Burn ab. Das längliche Gebäude ist schlicht gestaltet. Im Inneren ist die hölzerne Galerie des Lairds zu erwähnen. Während Restaurierungsarbeiten wurden Hinweise darauf gefunden, dass das Langhaus einst mit einem Tonnengewölbe schloss. Auf dem umgebenden Friedhof sind Grabsteine zu finden, die bis in das Jahr 1707 zurückreichen. Verschiedene unleserliche Steine mögen jedoch älteren Datums sein.